# Tunia (rijeka)
Tunia je rijeka u Kolumbiji, lijeva pritoka rijeke Apaporís. Pripada porječju rijeke Amazone.